# Audi F103
Audi F103 — це назва серії легкових автомобілів, що випускалися Auto Union в Західній Німеччини з 1965 по 1972 рік. Серія була наступником DKW F102. Щоб підкреслити перехід від двотактних двигунів до чотиритактним, марка DKW була ліквідована на користь Audi.

## Моделі

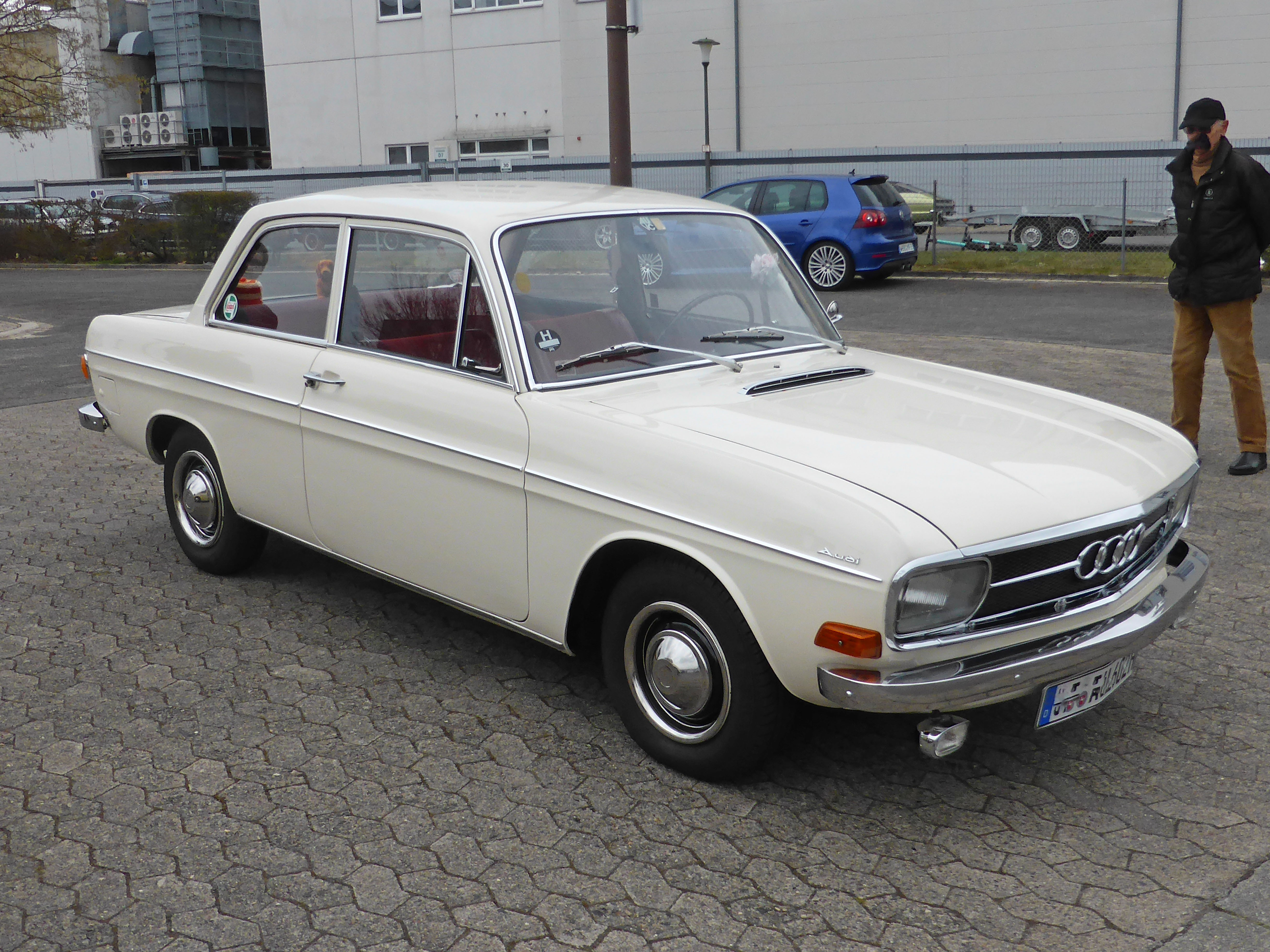
Audi 60L

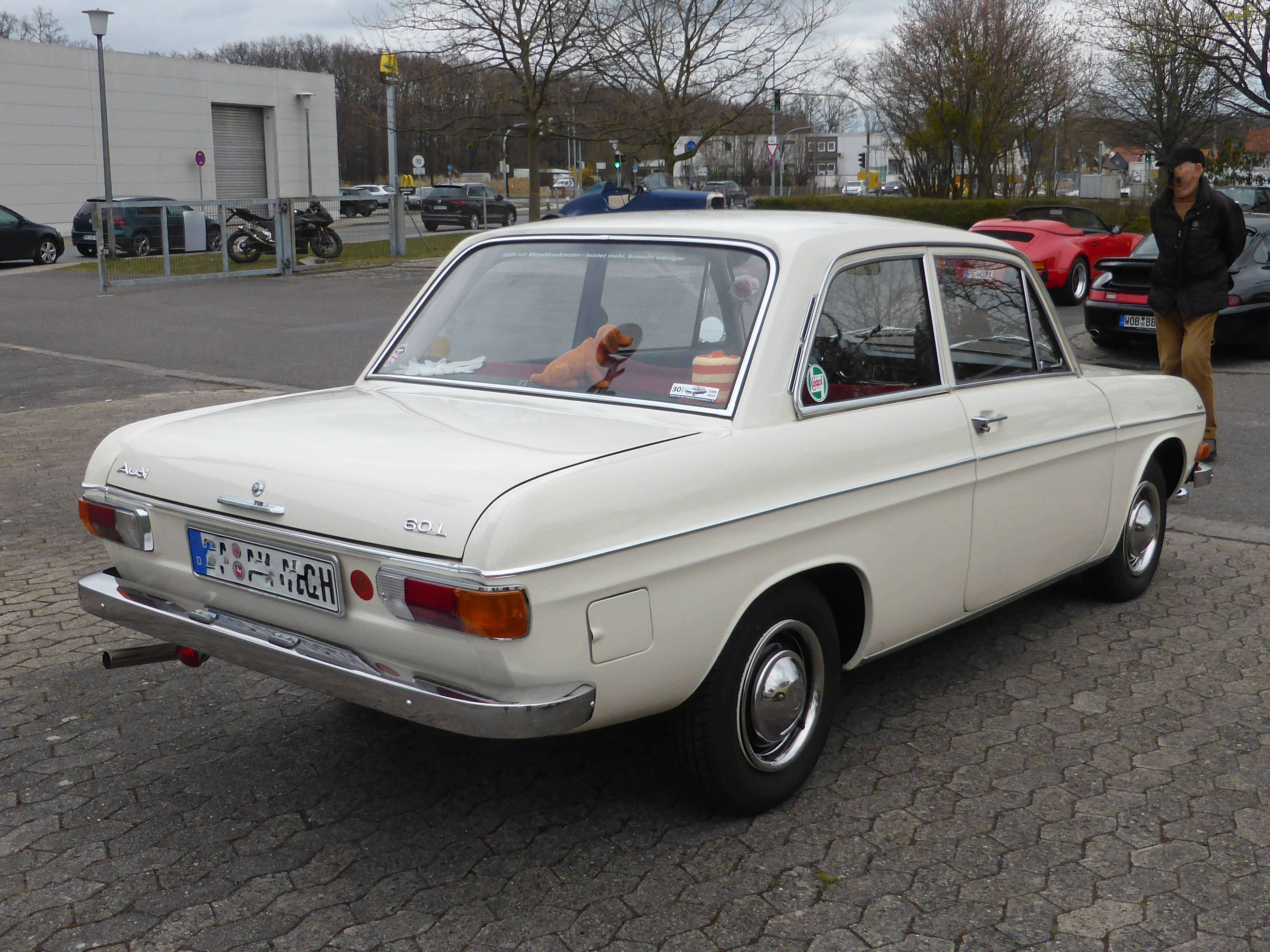
Audi 60L

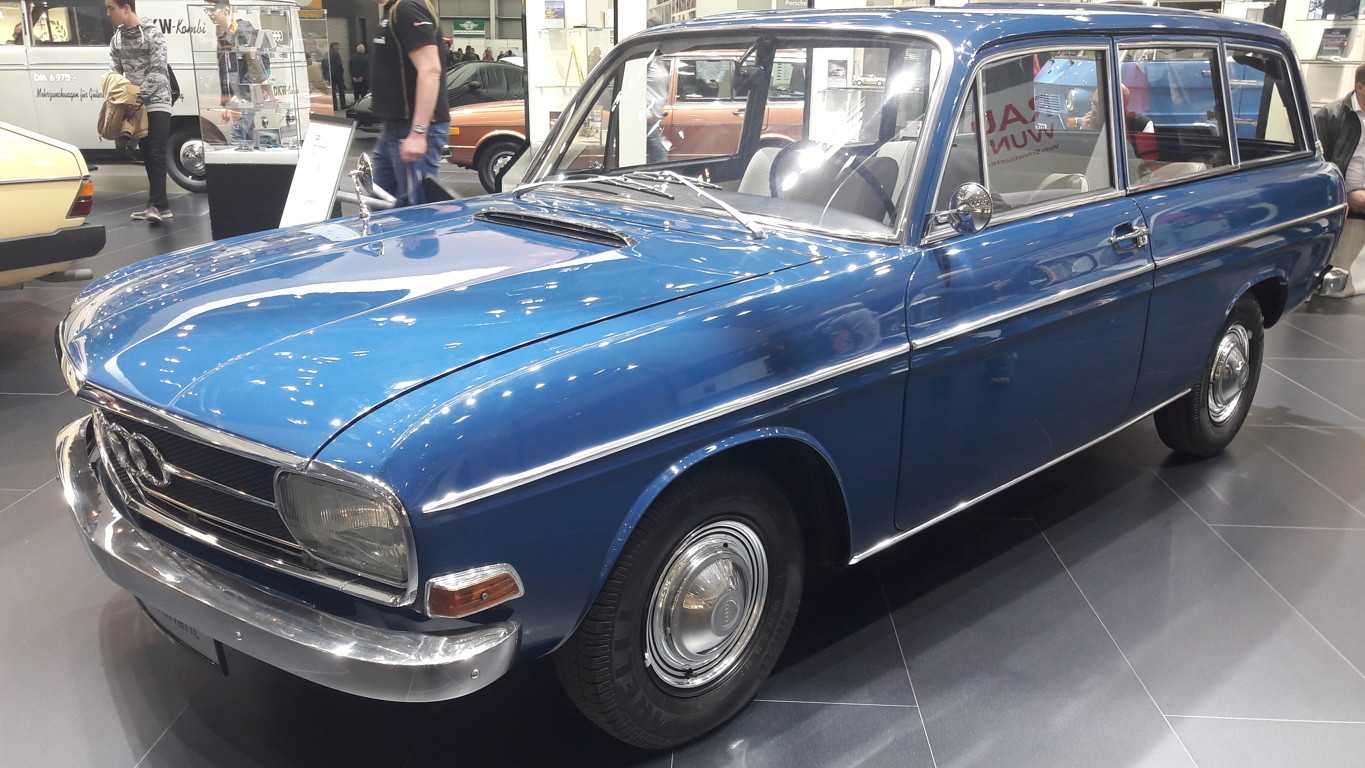
Audi 80 Variant

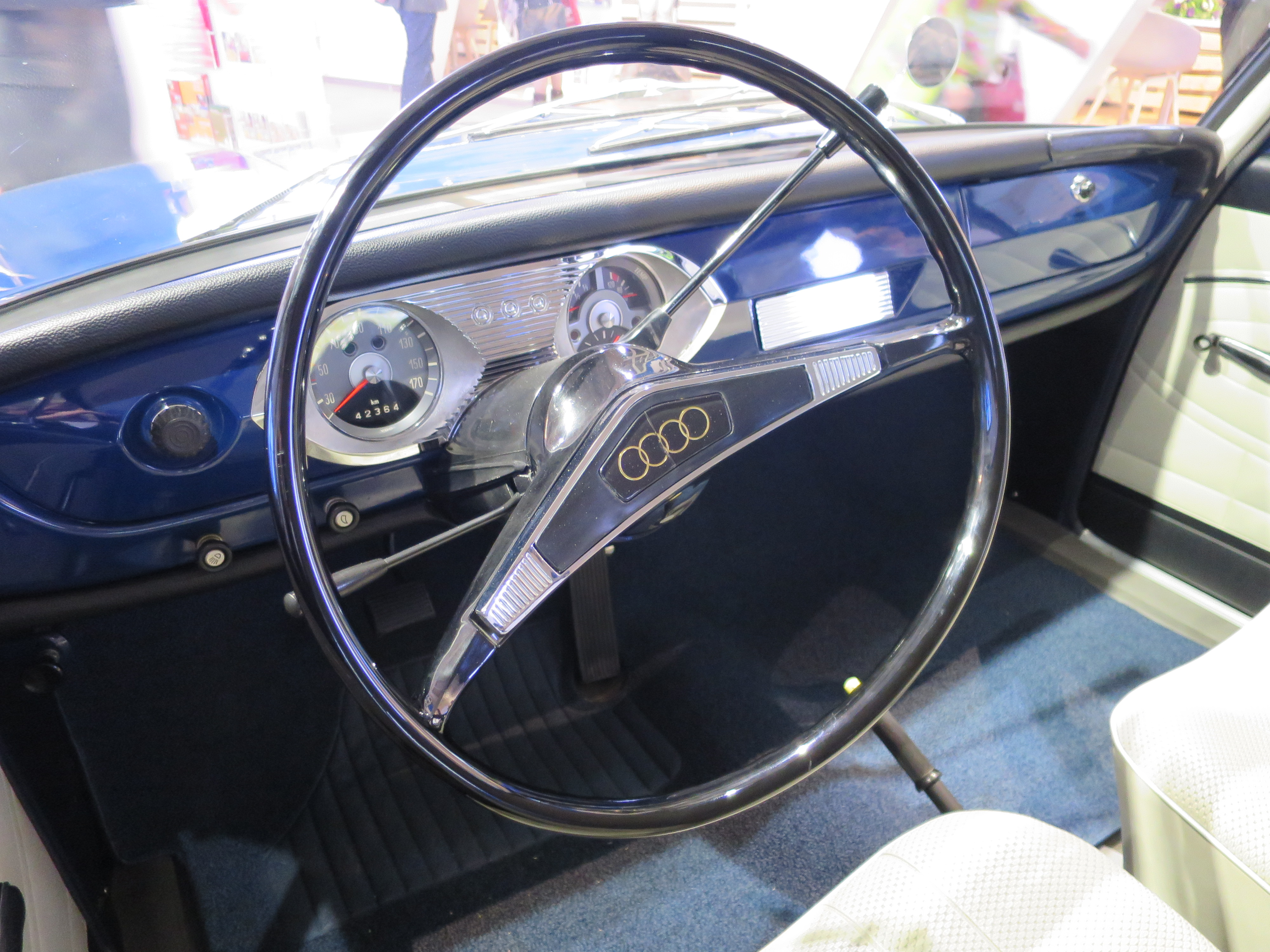

Перша модель була запущена, як Audi, потім перейменована в Audi 72 (72 — це номінальна потужність двигуна).
Більш потужні спортивні седани Audi 80 і Audi Super 90 були введені в 1966 році. У 1968 році додана менш потужна Audi 60 для завершення модельної лінійки.
У 1969 році Audi 75 змінила собою Audi 72 і Audi 80.
У 1972 році виробництво серії F103 припинено, її замінила нова «B1» Audi 80.

## Двигуни
Автомобілі серії F103 оснащувалися виключно чотиритактними, подовжньо розташованими двигунами. Подібне поєднання 4-циліндрового мотора і переднього приводу заклало базовий шаблон для Volkswagen Passat і новіших Audi 80 і Audi 100 після придбання Volkswagen підприємств Daimler-Benz наприкінці 1964 року. Оскільки F103 використовувала шасі DKW F102 з 3-циліндровим двотактним двигуном, система охолодження змістилася вліво, а не розташовувалась перед двигуном, як раніше.
Двигуни були спільною розробкою Daimler-Benz (яка володіла Auto Union з 1959 по 1964 рік) і Volkswagen. Вони отримали назву Mitteldruckmotor (двигун із середнім тиском) через їх надзвичайно високий ступінь стиснення, що знаходила посередині між бензиновими та дизельними моторами.

### Моделі двигунів
- 1.5 L Mercedes-Benz M118 I4 55 к.с.
- 1.6 L Mercedes-Benz M118 I4 72-80 к.с.
- 1.8 L Mercedes-Benz M118 I4 90 к.с.

## Трансмісія
Автомобілі мали 4-ступінчасту механічну трансмісію.
Передні гальма – дискові, що було новинкою для середньорозмірних автомобілів того часу, а задні – традиційніші барабанні.